# Cosso Cornelio Lentulo (console 25)
Cosso Cornelio Lentulo (in latino: Cossus Cornelius Lentulus; 7 a.C. circa – dopo il 29) è stato un magistrato romano, console dell'Impero romano.

## Biografia
Appartenente all'illustre gens Cornelia, e in particolare all'importante ramo dei Cornelii Lentuli, Cosso era figlio dell'omonimo console ordinario dell'1 a.C., vincitore dei Musulami e dei Getuli (per cui ottenne il cognomen ex virtute Getulico, passato a uno dei figli), amicus di Tiberio e prefetto urbano dal 33. Fratelli di Cosso erano Gneo Cornelio Lentulo Getulico, console ordinario nel 26, legato per matrimonio agli Apronii, connesso con Seiano e in seguito ucciso da Caligola nel 39 in risposta ad una congiura ordita da lui e da Marco Emilio Lepido, con la complicità delle sorelle del princeps Giulia Livilla e Agrippina minore, e Cornelia, moglie del console ordinario del 26 Gaio Calvisio Sabino.
Pur essendo verosimilmente il figlio maggiore, Cosso non sembra aver ereditato il cognomen ex virtute Getulico dal padre, e non molto è noto della sua carriera.
L'amicitia del padre con Tiberio e i legami familiari dei fratelli dovettero promuovere il cursus honorum di Cosso, che raggiunse il consolato ordinario nel 25, verosimilmente mantenendo i fasces per il primo semestre dell'anno insieme a Marco Asinio Agrippa e venendo poi sostituito da Gaio Petronio a luglio. Il consolato di Cosso e Agrippa vide la condanna di Cremuzio Cordo, la perdita di indipendenza di Cizico, l'assoluzione di Fonteio Capitone proconsole d'Asia, il rifiuto di Tiberio di accettare un tempio a sé in Betica e di concedere a Seiano la mano di Livilla, la concessione a Messene dei diritti sul tempio di Artemide Limnatide, la richiesta di Segesta a Tiberio di restaurare il tempio di Venere Ericina, la morte di Gneo Cornelio Lentulo l'Augure, di Lucio Domizio Enobarbo e di Lucio Antonio, e l'assassinio in Spagna Tarraconense del pretore Lucio Calpurnio Pisone.
Un'epigrafe proveniente da Mogontiacum, nella provincia romana di Germania Superiore, che in precedenza era stata datata sotto Traiano, è stata ora plausibilmente ricostruita: essa sembra attestare qualche onore per Tiberio durante il mandato nella provincia come legatus Augusti pro praetore di Cosso, che mantenne la carica evidentemente tra 26 e 29, quando gli subentrò il fratello Getulico.
Non sappiamo se Cosso sia sopravvissuto all'eliminazione degli affiliati di Seiano dopo il 31, magari grazie all'influenza del padre: le sue tracce scompaiono dalla storia dopo il suo mandato in Germania. In ogni caso, però, la sua stirpe continuò: da una moglie ignota, ebbe Cosso Cornelio Lentulo, console ordinario nel 60.